# Zoo Tycoon 2: Dino Danger Pack
Zoo Tycoon 2: Dino Danger Pack (abreviado ZT2:DDP, o solo DDP) es la primera "Descarga Especial" de Zoo Tycoon 2, se debe comprar con tarjeta de credíto en Oberon Media a $4.99 dólares y se puede comprar como CD o como descarga vía Internet, pero se debe tener el código de activación mandado por correo electrónico para poder utilizarlo. No es considerado como una Expansión ya que tiene poco contenido en comparación a los otros Expansion Packs.
Este pack ya no está disponible ya que en Zoo Tycoon 2: Extinct Animals trae los mismos dinosaurios y objetos mejorados. 

## Animales
Esta descarga trae 4 dinosaurios, todos del periodo Cretácico.
Carnotauro
- Biomedio: Bosque.
- Estado: Extinto.
- Donde vivía: Argentina.

Styracosaurus
- Biomedio: Selva.
- Estado: Extinto.
- Donde vivía: América del Norte.

Triceratops
- Biomedio: Bosque.
- Estado: Extinto.
- Donde vivía: América del Norte.

Tyrannosaurus Rex
- Biomedio: Selva.
- Estado: Extinto.
- Donde vivía: América del Norte.

## Objetos
DDP trae objetos especiales para dinosaurios:
- Hojas de cicadas: Comida para dinosaurios herbívoros.
- Carne de Dinosaurio: Comida para dinosaurios carnívoros.
- Valla Eléctrica: Retiene a los dinosaurios.
- Palma rey Sago: Vegetación y alimento para dinosaurios.
- Peluche de presa de dinosaurio: Juguete para dinosaurios.

## Comportamientos
Los dinosaurios hacen jerarquías para reproducirse.

## Campaña
Nueva campaña donde se debe crear un zoo de 5 estrellas, comprar un tyrannosaurus y satisfacer sus necesidades, nuevos desafíos.

## Símbolos
Hay un nuevo símbolo de conservación: Extinto

## Trivia
- Es la primera "Descarga Especial" de Zoo Tycoon 2.
- En la próxima expansión, Zoo Tycoon 2: Extinct Animals, aparecerán todos los animales de DDP, pero remodelados.
- Los dinosaurios macho tienen colores más vivos (dimorfismo sexual).
- Los dinosaurios al embarazarse hacen un jerarquía, pero cuando van a parir, hacen otra para reemplazarla.
- Los dinosaurios carnívoros comen solo visitantes adultos hombres.
- Fue más bien publicado por Oberon Media que por Microsoft Game Studios.
- Por la salida del próximo Zoo Tycoon 2: Extinct Animals, Blue Fang han retirado la sección de Dino Danger Pack en la página oficial de Zoo Tycoon 2.
- Los precios de los dinosaurios en Dino Danger Pack, son: Carnotaurus: 20.000, Styracosaurus, 2000, Triceratops, 20.000 y Tyrannosaurus Rex, 50.000. En Extinct Animals los precios aumentan: Carnotaurus: 20.000, Styracosaurus: 5.500, Triceratops 45.000 y Tyrannosaurus Rex, 80.000